# Копти в Судані
У Судані проживає корінна коптська меншина, хоча багато коптів у Судані походять від останніх коптських іммігрантів з Єгипту. Копти в Судані живуть переважно в північних містах, включаючи Аль-Обейд, Атбара, Донгола, Хартум, Омдурман, Порт-Судан і Вад-Медані. Їх налічується від 400 000 до 500 000, або трохи більше 1 % населення Судану. Завдяки високій освіченості їхня роль у житті країни була значною, ніж припускає їх кількість.
Пік сучасної імміграції коптів до Судану припав на початку ХІХ століття, і там вони, як правило, зустрічалися толерантно. Однак це було перервано десятиліттям переслідувань під час правління махдистів наприкінці ХІХ століття. У результаті цього переслідування багато були змушені відмовитися від своєї віри, прийняти іслам і одружитися з корінними суданцями. Англо-єгипетське вторгнення в 1898 році дозволило коптам отримати більшу релігійну та економічну свободу, і вони поширили свою початкову роль ремісників і торговців на торгівлю, банківську справу, машинобудування, медицину та державну службу. Майстерність у бізнесі та управлінні робила їх привілейованою меншістю.
Сьогодні коптська церква в Судані офіційно зареєстрована в уряді та звільнена від податку на майно. 2005 року суданський уряд національної єдності (GNU) призначив коптського православного священика на державну посаду. Після Суданської революції 2019 року коптський православний священик очолив інавгурацію нового прем'єр-міністра Судану Абдалли Гамдока. Коптська християнка Раджа Нікола також була призначена служити в новій Перехідній раді Судану.

## Труднощі для коптів у Судані
Час від часу копти стикалися з примусовим наверненням у іслам, що призводило до їх еміграції та зменшення чисельності.
Повернення войовничого ісламу в середині 1960-х років і наступні вимоги радикалів щодо ісламської конституції спонукали коптів приєднатися до публічної опозиції релігійному правлінню.
Запровадження в 1983 році Гаафаром Німейрі ісламського закону шаріату поклало початок новому етапу репресивного ставлення до коптів, серед інших немусульман. Після повалення Німейрі коптські лідери підтримали світського кандидата на виборах 1986 року. Однак, коли Національний ісламський фронт повалив обраний уряд Садіка аль-Махді за допомогою військових, дискримінація коптів повернулася серйозно. Сотні коптів були звільнені з державної служби та судової системи.
У лютому 1991 року коптський пілот, який працював на Sudan Airways, був страчений за незаконне зберігання іноземної валюти. Перед стратою йому пропонували амністію та гроші, якщо він прийме іслам, але він відмовився. Тисячі відвідали його похорони, і багато коптів сприйняли страту як попередження, які почали тікати з країни.
Після цього були обмежені права коптів на суданське громадянство, і їм стало важко отримати суданське громадянство за народженням або шляхом натуралізації, що призвело до проблем під час спроб виїзду за кордон. Конфіскація християнських шкіл і нав'язування арабо-ісламського акценту у викладанні мови та історії супроводжувалися утиском християнських дітей і введенням законів про носіння хіджабу. Коптську дитину пошмагали за те, що вона не прочитала вірш Корану. На відміну від масової трансляції мусульманської п'ятничної молитви в медіа, радіо припинило висвітлення християнської недільної служби. В умовах громадянської війни, що тривала протягом 1990-х років, уряд зосередив свій релігійний запал на півдні країни. Хоча копти та інші давні християнські групи на півночі зазнавали дискримінації, вони мали менше обмежень, ніж інші типи християн на півдні.
Надходили повідомлення про напад 16 грудня 2023 року бойовиків Швидкої підтримки на коптський монастир, у результаті якого п'ятеро священнослужителів і четверо робітників зникли безвісти.

## Генетика
Hollfelder та ін. (2017) проаналізували різні популяції в Судані та помітили, що єгиптяни та копти продемонстрували низький рівень генетичної диференціації та нижчий рівень генетичної різноманітності порівняно з іншими групами північно-східної Африки, включаючи арабські та близькосхідні групи, які мають спільні предки з коптами та єгиптянами. Автори дійшли висновку, що копти та єгиптяни мають спільну історію, пов'язану з меншими розмірами населення, і що копти залишалися відносно ізольованими з моменту свого прибуття до Судану з лише незначним рівнем змішування з місцевими північно-східними групами Судану.

## Відомі копти в Судані
- Єпископ Карас, коптський православний єпископ, який народився в Судані.
- Рауф Мусад, драматург, журналіст і прозаїк, народився в Судані.
- Раджа Нікола Еісса Абдель-Масіх, суддя та член Ради суверенітету Судану, який склав присягу в серпні 2019 року.